# Dictyna guanchae
Dictyna guanchae är en spindelart som beskrevs av Schmidt 1968. Dictyna guanchae ingår i släktet Dictyna och familjen kardarspindlar.
Artens utbredningsområde är Kanarieöarna. Inga underarter finns listade i Catalogue of Life.